# ヒュー・スタビンス
ヒュー・アッシャー・スタビンス・ジュニア（Hugh Asher Stubbins Jr.、1912年1月11日 - 2006年7月5日）は、アメリカの建築家。

## 経歴
アメリカアラバマ州バーミングハムで生まれ、ジョージア工科大学を経て、ハーバード大学デザイン大学院で修士号を取得。1972年まで同校の教授を務めた。
その後ヒュー・スタビンス・アンド・アソシエイツを設立し、その後継会社であるザ・スタビンス・アソシエイツは、2007年にフィラデルフィアを拠点とするクリングと合併し、となった。ニューヨーク・タイムズは、彼が1977年に手がけたシティコープ・センター（現在のシティグループ・センター）を「どのような基準から見ても…ニューヨークの重要な建物のひとつ」と評した。
2006年7月5日、肺炎のためマサチューセッツ州ケンブリッジのマウント・オーバーン病院で死去。

## 主な実績

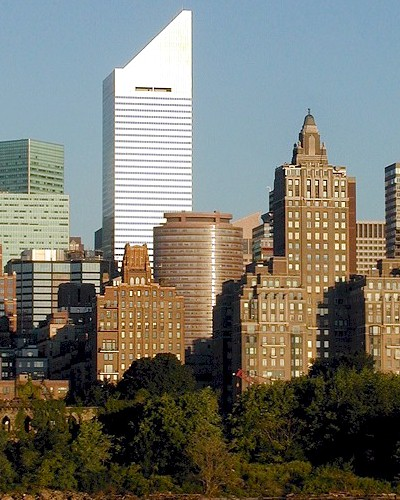
シティグループ・センター

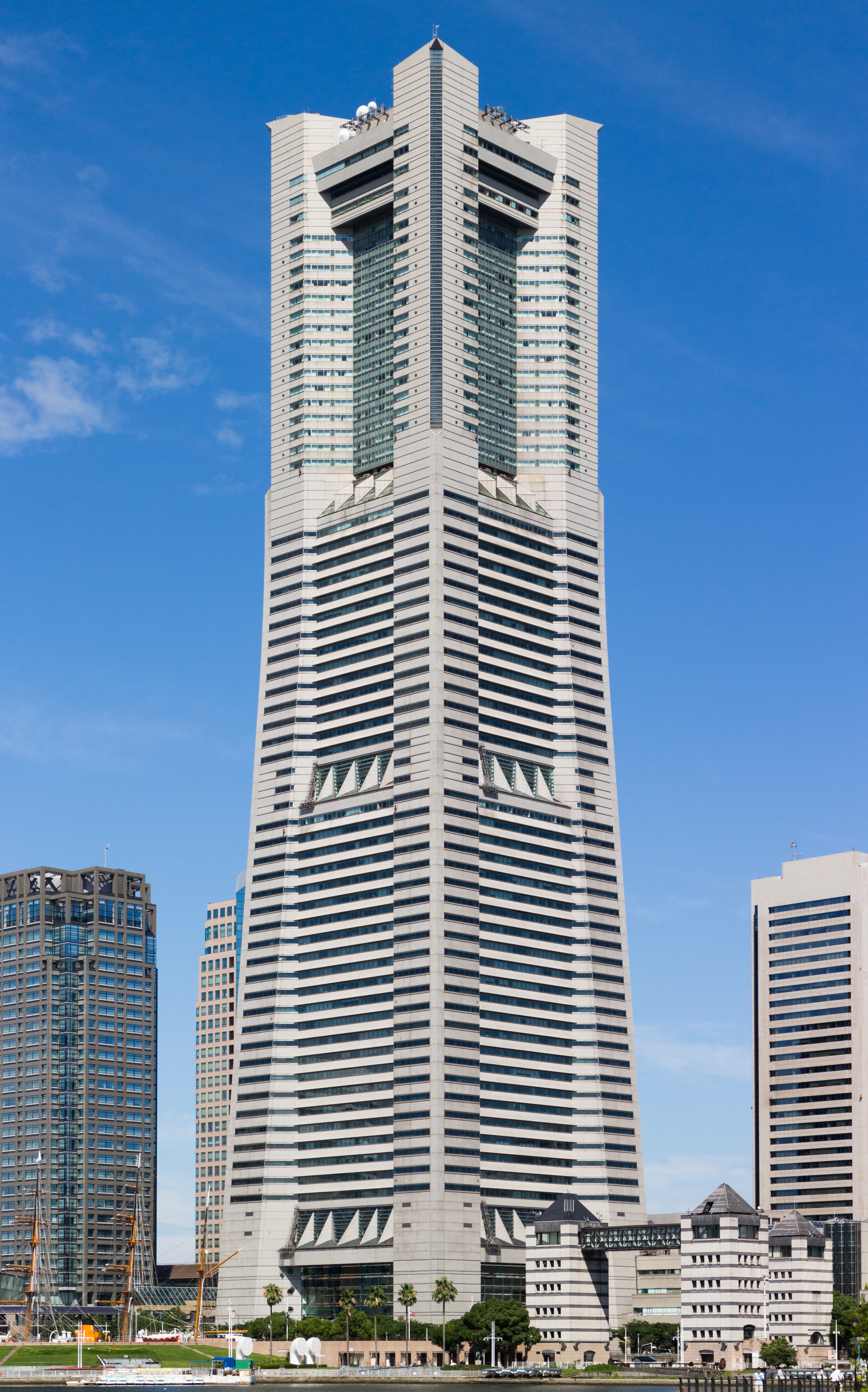
横浜ランドマークタワー

- 1957年: 世界文化の家（Haus der Kulturen der Welt, 略称：HKW）
- 1971年: ベテランズ・スタジアム
- 1977年: シティグループ・センター
- 1993年: 横浜ランドマークタワー